# Phthirusa monetaria
Phthirusa monetaria är en tvåhjärtbladig växtart som beskrevs av Noel Yvri Sandwith. Phthirusa monetaria ingår i släktet Phthirusa och familjen Loranthaceae. Inga underarter finns listade i Catalogue of Life.